# Vardenik
Vardenik là một đô thị thuộc tỉnh Gegharkunik, Armenia. Dân số ước tính năm 2011 là 9643 người.